# Mangouste à dix raies
Mungotictis decemlineata
Genre
Espèce
Statut de conservation UICN

 EN A3cde+4cde : En danger
La mangouste à dix raies ou galidie à bandes étroites est la seule espèce du genre Mungitictis. 

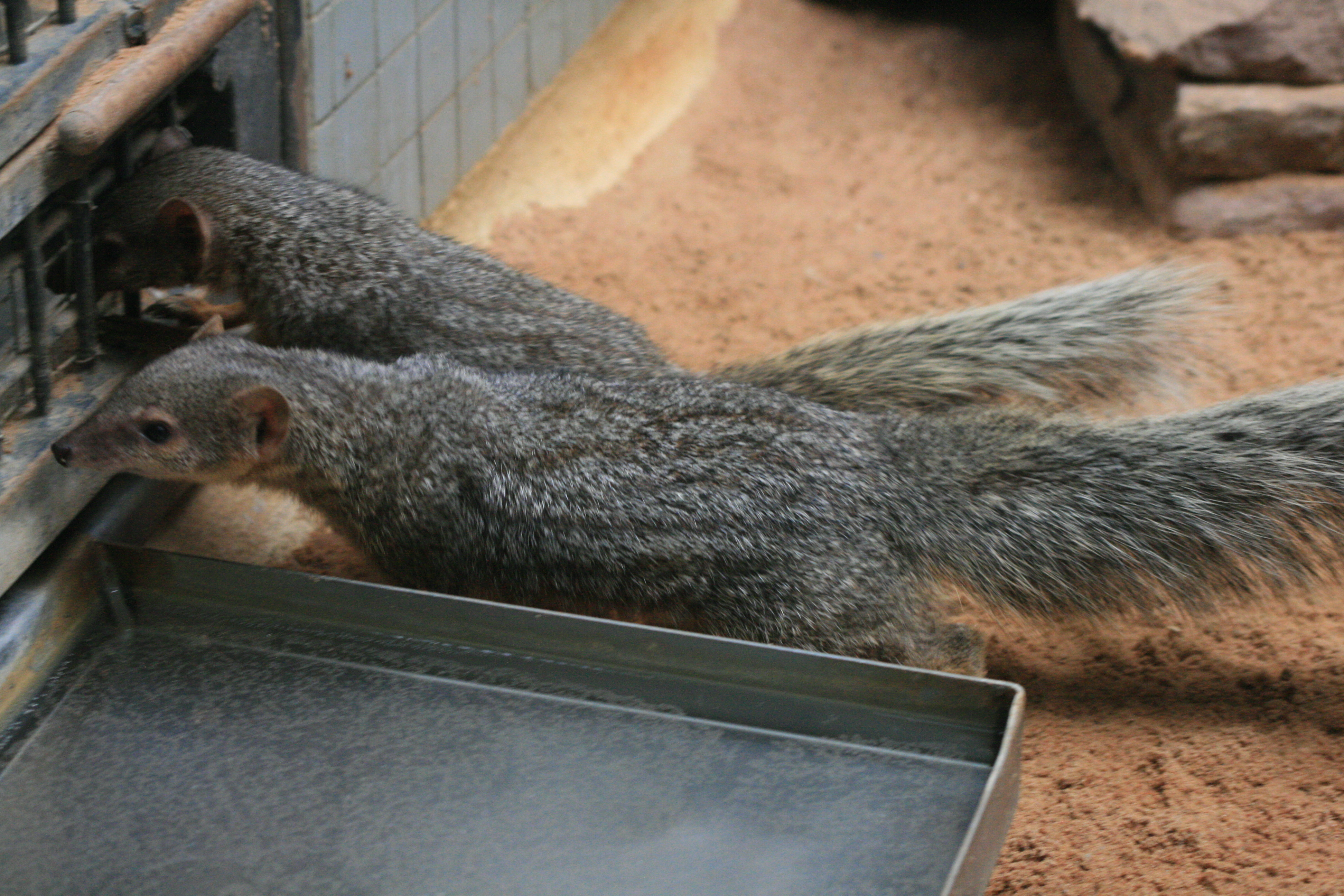
Mungotictis decemlineata, vue de profil

## Répartition et habitat
Cette espèce est endémique à l'ouest de Madagascar. Elle vit uniquement dans les forêts sèches décidues.